# エーコー

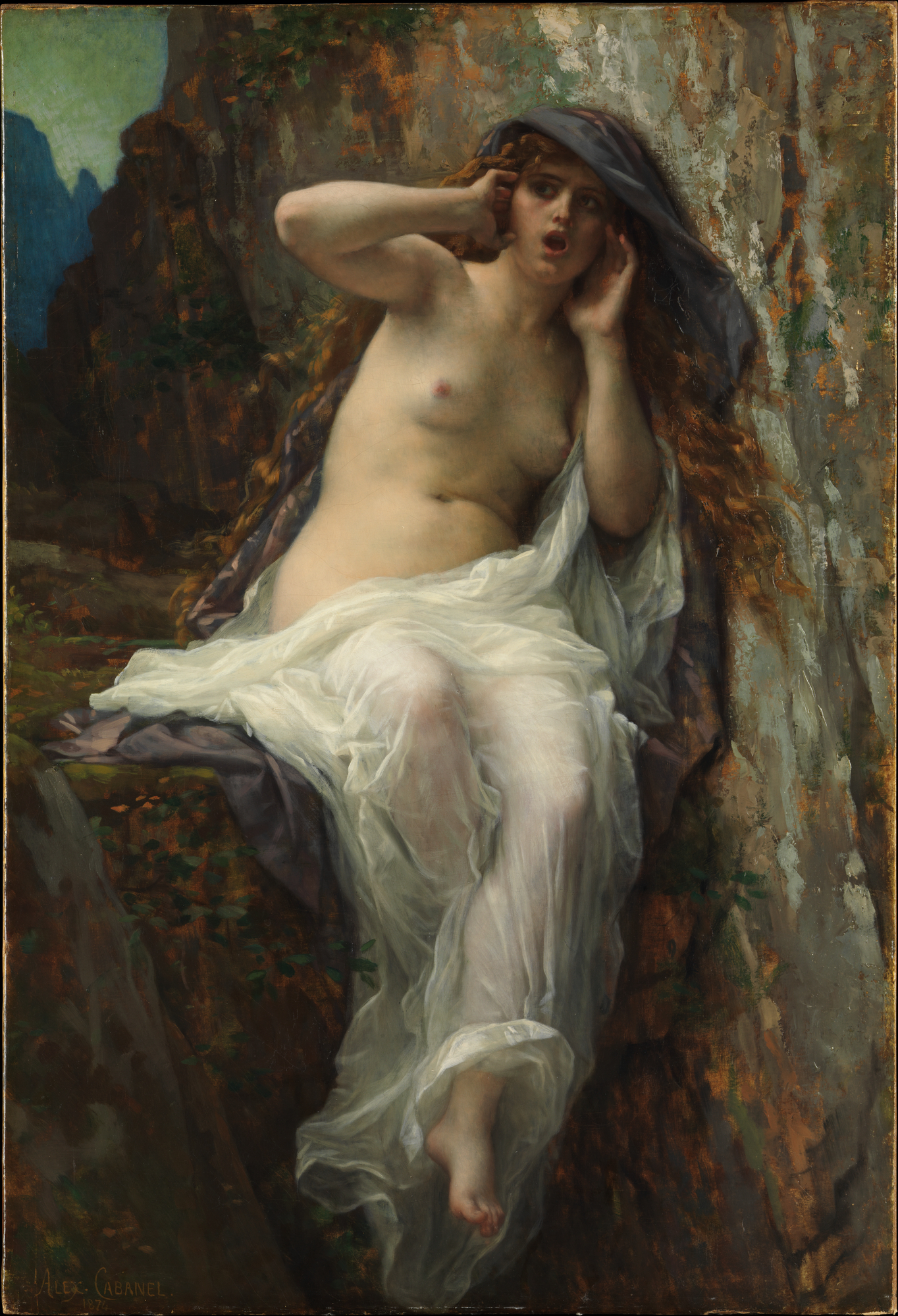
アレクサンドル・カバネルによるエーコーの絵画（1887年）

エーコー（古代ギリシア語: Ἠχώ、英語: Echo）は、ギリシア神話に登場する森のニュンペーである。古代ギリシア語で元々木霊の意味で、その擬人化である。パーン神と美青年ナルキッソスとの恋で有名であるが、古典時代にはこのような話はなく、ヘレニズム時代以降の後世の物語である。現代語のエコーの語源であり、エコー、エコとも表記される。

## 概説

### パーンとエーコー
アルカディア地方の神とされるパーンの逸話のなかで、パーンが恋をした多数のニュンペーの一人のなかにエーコーがいる。エーコーは歌や踊りが上手なニンフだったが、男性との恋を好まなかったのでパーンの求愛を断った。尊大なパーンは振られた腹いせに、かねて音楽の演奏で彼女の歌に羨望と妬ましさを覚えていたこともあり、配下の羊飼い、山羊飼いたちを狂わせた。彼らはエーコーに襲いかかり、哀れな彼女を八つ裂きにした（彼女のうたう「歌」の節をばらばらにした。「節（メレー）」は歌の節と、身体の節々の両義をギリシア語では持つ）。するとガイア（大地）がエーコーの体を隠したが、ばらばらになった「歌の節」は残り、パーンが笛を吹くと、どこからか歌の節が木霊となって聞こえてきて、パーンをたびたび怯えさせたともされる。

### 娘イアンベー
エーコーはこのようないきさつで、木霊となって今でも野山において聞こえるのだという。また、別の伝承では、エーコーはパーンとのあいだに一人の娘イアンベー（イアムベー）を持ったともされる。デーメーテール女神が、ハーデースに誘拐された娘のペルセポネーを捜し求めて野山を彷徨いエレウシースに至ったとき、領主ケレオスの館で冗談を言って、女神を笑わせたのが、このイアンベーだともされる（「エレウシースの秘儀」では、この故に、女たちが笑い声をあげるとされる）。

### ナルキッソス

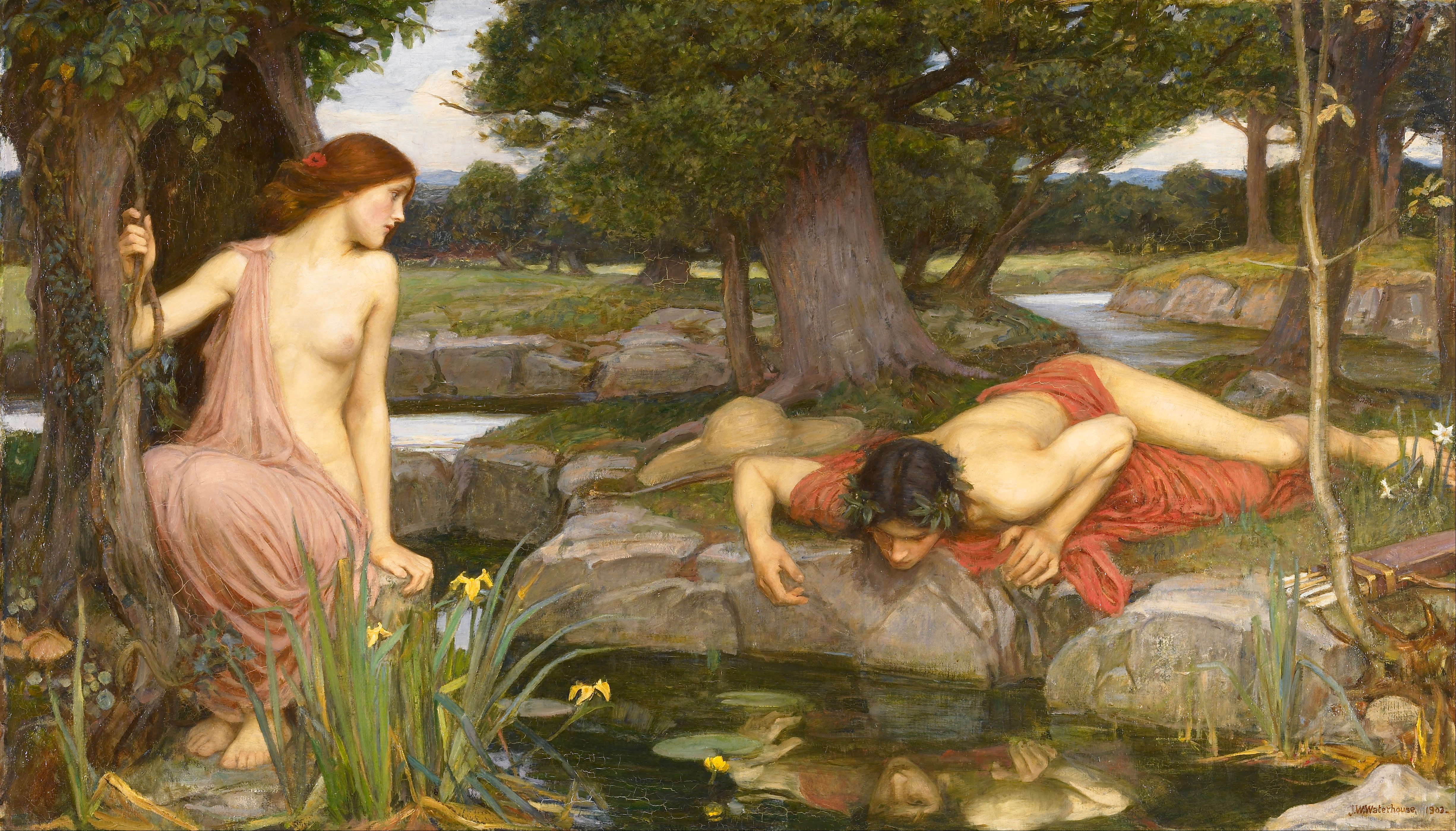
ウォーターハウスによるエーコーとナルキッソス

オウィディウスの『変身物語』によれば、ゼウスの浮気相手となった山のニュンペーたちを助けるために、エーコーはゼウスの妻ヘーラーを相手に長話をしつづけたことがあった。このためにエーコーはヘーラーの怒りを買い、自分からは話かけることができず、誰かが話した言葉を繰り返すことしかできないようにされた。エーコーはナルキッソスに恋したが、話しかけることができないために相手にしてもらえず、屈辱と恋の悲しみから次第に痩せ衰え、ついには肉体をなくして声だけの存在になった。復讐の女神ネメシスによって、ナルキッソスは水面に映る自分の姿に恋し、終には命を落とす。ナルキッソスの嘆きの声は、そのままエーコーの嘆きとなった。

### イーオー
グレイヴズの記すところでは（『ギリシア神話』56章a ）、エーコーとパーンのあいだには、娘イユンクスがあったとされる。イユンクスはゼウスに魔法をかけ、河神イーナコスの娘イーオーへの恋心を抱かせたため、ヘーラーの怒りに触れ鳥のアリスイに姿を変えられたという。